# Titularbistum Syene
Syene (ital.: Siene) ist ein Titularbistum der römisch-katholischen Kirche.
Es geht zurück auf ein früheres Bistum der antiken Stadt Syene in der römischen Provinz Aegyptus bzw. in der Spätantike Thebais in Oberägypten, das der Kirchenprovinz Ptolemais angehörte.
| Titularbischöfe von Syene |                                |                                                                                    |                   |                   |
| Nr.                       | Name                           | Amt                                                                                | von               | bis               |
| 1                         | Luigi Martucci                 | Koadjutorbischof von Penne-Atri (Italien)                                          | 21. Dezember 1874 | 23. Dezember 1880 |
| 2                         | Theotimus Jozef Verhaegen OFM  | Apostolischer Vikar von Südwest-Hubei (China)                                      | 27. April 1900    | 19. Juli 1904     |
| 3                         | Francisco Ferreira da Silva    | Prälat von Mosambik (Portugiesisch-Ostafrika)                                      | 14. November 1904 | 8. Mai 1920       |
| 4                         | Prudencio Contardo Ibarra CSSR | Weihbischof in Concepción (Chile)                                                  | 15. Juni 1920     | 14. Dezember 1925 |
| 5                         | Norbert Johann Klein OT        | emeritierter Bischof von Brünn (Tschechoslowakei) Hochmeister des Deutschen Ordens | 4. Januar 1926    | 10. März 1933     |
| 6                         | James Anthony Walsh MM         | Generalsuperior des Maryknoll-Missionsordens (USA)                                 | 20. April 1933    | 14. April 1936    |
| 7                         | Mariano Simon Garriga          | Koadjutorbischof von Corpus Christi (USA)                                          | 20. Juni 1936     | 15. März 1949     |
| 8                         | John Benjamin Grellinger       | Weihbischof in Green Bay (USA)                                                     | 16. Mai 1949      | 13. April 1984    |